# زوترمير
زوترمير Zoetermeer  هي مدينة وبلدية غرب هولندا، في مقاطعة جنوب هولندا.
كانت في عام 1962 تعتبر مركز توسع لمدينة لاهاي. وفي وقت قصير ارتفع عدد سكان القرية زوترمير لتصبح بلدية مستقلة في المقاطعة.

## المدن التوأم
- هام الألمانية.
- خينوتيغا في نيكاراغوا.
- نيترا السلوفاكية.
- شيامن الصينية.

## طوبوغرافيا
خريطة طوبوغرافية هولندية لبلدية زوترمير، سبتمبر 2014، (تقرأ بعد ثلاث نقرات على الخريطة).

## أعلام
- كاي رامشتاين
- يارا فان كركوف
- ساندرو سيلفا
- تشارلتون فيسنتو
- رومي سترايد

## وصلات خارجية
- الموقع الرسمي (بالهولندية)
- Zoetermeer in Beeld (الهولندية)